# من برای آهن طلا دادم

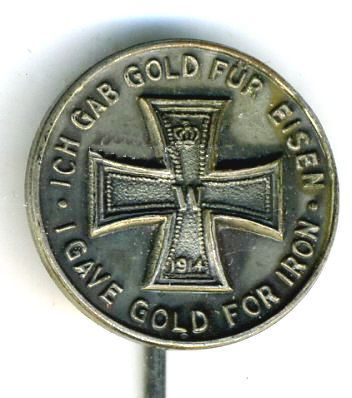
نشان آهن در برابر طلا سال ۱۹۱۴

من برای آهن طلا دادم (به آلمانی: Gold gab ich für Eisen) یک شعار غرورآمیز در آلمان است. در زمان‌های جنگ، مردم برای کمک به تأمین مخارج جنگ، طلا و جواهرات خود را می‌بخشیدند و در مقابل نشانی از آهن به یادگار دریافت می‌کردند که روی آن نوشته شده بود "من برای آهن طلا دادم".